# Северни плави кит
Северни плави кит (лат. Balaenoptera musculus musculus, норв. Nordlig blåhval) је подврста плавог кита, сисара из реда папкара (Artiodactyla) и породице Balaenopteridae. 

## Распрострањење
Ареал подврсте покрива средњи број држава. 
Живи у водама у Мексика, Канаде, Сједињених Америчких Држава, Русије, Кине и Јапана.

## Станиште
Станиште врсте су мора и океани.

## Угроженост
Подаци о распрострањености ове подврсте су недовољни.